# باشگاه فوتبال نووزه
اتحادیه ورزش‌های آماتور نووزه (به ایتالیایی: Sportiva Dilettantistica Novese) یک باشگاه فوتبال ایتالیایی از نووی لیگوره، پیه‌مونته است. این باشگاه در فصل ۲۲–۱۹۲۱ قهرمانی فوتبال ایتالیا را برده‌است، اما اکنون در پروموزیونه بازی می‌کند.
نووزه تنها تیم فوتبال ایتالیایی است که بدون حضور در یک فصل در سری آ و سری بی موفق به کسب عنوان قهرمانی شده‌است.

## تاریخچه
نووزه در سال ۱۹۱۹ تأسیس شد و توسط فدراسیون فوتبال ایتالیا وارد تاریخ ایتالیا شد. ۱۹۲۱–۱۹۲۲ قهرمانی فوتبال ایتالیا، فصلی که در آن دو لیگ اصلی رقابتی در فوتبال ایتالیا وجود داشت: فدراسیون فوتبال ایتالیا (F.I.G.C.) (Federazione Italiana Giuoco Calcio) و کنفدراسیون فوتبال ایتالیا (Confederazione Calcistica Italiana) جدا شده، که شامل باشگاه‌های بزرگ شمال ایتالیا می‌شد.

## رنگ‌ها و نشان
رنگ تیم سفید و آبی روشن است.

## افتخارات

### مسابقات داخلی
قهرمانی فوتبال ایتالیا (سری آ)
- قهرمانی (۱): ۲۲–۱۹۲۱

### مسابقات منطقه‌ای
پروموزونه
- قهرمانی (۲): ۲۱–۱۹۲۰، ۵۴–۱۹۵۳

پریما دیویزونه
- قهرمانی (۲): ۴۲–۱۹۴۱، ۵۲–۱۹۵۱

Eccellenza Piedmont-Aosta Valley
- قهرمانی (۲): ۹۸–۱۹۹۷، ۰۴–۲۰۰۳

جام ایتالیایی آماتور پیمونت واله دائوستا
- قهرمانی (۱): ۰۷–۲۰۰۶

سوپر جام پیمونت واله دائوستا
- قهرمانی (۱): ۰۴–۲۰۰۳